# Haematera
Genre
Haematera est un genre de lépidoptères (papillons) de la famille des Nymphalidae et de la sous-famille des Biblidinae qui ne comprend qu'une seule espèce Haematera pyrame.

## Dénomination
Le genre a été décrit par Edward Doubleday en 1848.

## Espèce et sous-espèces
Haematera pyrame (Hübner, [1819])
- Haematera pyrame pyrame; présent en Argentine et au Brésil.
- Haematera pyrame rubra Kaye, 1904; présent à Trinité-et-Tobago
- Haematera pyrame thysbe Doubleday, 1849; présent au Nicaragua, au Venezuela et en Colombie.
- Haematera pyrame ssp à Panama.
- Haematera pyrame ssp au Pérou.
- Haematera pyrame ssp au Pérou.